# Prévôté de la cathédrale de Hildesheim
 (mai 2023).
Si vous disposez d'ouvrages ou d'articles de référence ou si vous connaissez des sites web de qualité traitant du thème abordé ici, merci de compléter l'article en donnant les références utiles à sa vérifiabilité et en les liant à la section « Notes et références ».
 (mai 2023).
Le Dompropstei (littéralement Prévôté de la Cathédrale) - populairement connu sous le nom de « Loge » - est une maison à colombages classée dans la vieille ville de Hildesheim en Basse-Saxe (Allemagne).

## Usage
A l'origine, c'était le siège officiel du prévôt de la cathédrale de Hildesheim, le seigneur de Hildesheim Neustadt, et donc en même temps le siège de l'administration du prévôt de la cathédrale de Hildesheim. Une loge maçonnique Porte du Temple de la Lumière tient ses réunions dans ce batiment ce qui lui vaut son surnom.[réf. nécessaire]

## Histoire
Le bâtiment actuel a été construit après la fin de la guerre de Trente Ans sur les fondations du bâtiment précédent érigé entre 1534 et 1540 sous le prévôt de la cathédrale, le comte Otto von Schaumburg. L'édifice avait été incendié par l'artillerie de Pappenheim lors du siège de Hildesheim en 1633, et seules la cave voûtée et le portail - et les écuries avaient été conservés. Après la sécularisation, la propriété passa en mains privées. En 1804, il fut acquis par le comte von Wedel, qui était maître de la chaire de la loge « Zum stille Tempel ». En conséquence, des modifications importantes ont été apportées, à propos desquelles, cependant, pratiquement aucun document ne peut être trouvé. Après l'incendie de leur local, la loge « Porte du Temple de la Lumière » a également utilisé la bâtisse. Cela nécessita une extension du bâtiment, qui eut lieu en 1822. En 1936, l'Association nazie de protection contre les raids aériens a repris le bâtiment. De 1945 à 1955, le batiment a servi de logement d'urgence. En 1947, il est officiellement rendu aux francs-maçons.